# Springfield (Tennessee)
|  | Dieser Artikel wurde aufgrund von inhaltlichen Mängeln auf der Qualitätssicherungsseite des Projektes USA eingetragen. Hilf mit, die Qualität dieses Artikels auf ein akzeptables Niveau zu bringen, und beteilige dich an der Diskussion! Eine nähere Beschreibung der zu behebenden Mängel fehlt. |

Springfield ist eine US-amerikanische Stadt im Robertson County im US-Bundesstaat Tennessee. In Springfield befindet sich der County-Verwaltungssitz (County Seat) des Robertson Countys. Das U.S. Census Bureau hat bei der Volkszählung 2020 eine Einwohnerzahl von 18.782 auf einer Fläche von 31,6 km² ermittelt.

## Demographie
In Springfield sind insgesamt 5452 Haushalte und 3778 Familien gemeldet. 70,56 % der Einwohner sind weiß, 25,91 % sind afro-amerikanischer Herkunft, 6,49 % südamerikanischer Herkunft und 3,35 % sind verschiedene andere Minderheiten. 45,7 % der Bevölkerung ist verheiratet.